# Cartaletis thestis
Cartaletis thestis är en fjärilsart som beskrevs av Druce 1910. Cartaletis thestis ingår i släktet Cartaletis och familjen mätare. Inga underarter finns listade i Catalogue of Life.